# Мале Васильково (Калінінградська область)
Мале́ Васи́льково (рос. Малое Васильково) — селище Гур'євського міського округу, Калінінградської області Росії. Входить до складу Кутузовського сільського поселення.
Населення —  944 особи (2015 рік). 

## Населення
| 1910 | 2002 | 2010 | 2011 |
| ---- | ---- | ---- | ---- |
| 92   | ↗753 | ↗966 | ↘944 |